# АК-130
АК-130 — радянська корабельна автоматична гармата калібру 130 мм.

## Історія розробки
Розробка почалася у червні 1976 року у КБ «Арсенал». Спочатку йшло опрацювання одноствольної установки А-217, але пізніше пріоритетною була визнана двоствольна А-218. Вибір пояснювався більшою скорострільністю та симпатією головкому ВМФ СРСР адмірала С. Р. Горшкова. У гарматі було вперше застосовано багато нововведень: унітарний артилерійський патрон, автоматичне навантаження боєприпасів та інші.
Виробництво перших зразків — завод " Барикади ". Дослідна експлуатація на есмінці проєкту 956 протягом 5 років. Прийнята на озброєння ухвалою РМ СРСР від 1 листопада 1985 року.

## Опис
Двоствольність дає АУ велику скорострільність (до 90 пострілів за хвилину), але це було досягнуто ціною значного збільшення маси системи (АУ — 98 т, СУ — 12 т, механізований льох — 40 т). Наявність механізмів перезавантаження боєприпасів дозволяє без участі додаткової команди випустити весь боєкомплект до повного спустошення льохів. В АУ є прилади корекції прицілу по сплеску падаючих снарядів та візирний пост для стрільби за береговими цілями. Також система завдяки великій скорострільності та наявності кількох типів спеціалізованих снарядів може вести ефективну зенітну стрільбу (в боєкомплект входять снаряди з дистанційним та радіолокаційним підривниками).

## Наведення
Система управління стрільбою «Лев-218» (МР-184) створена в КБ «Аметист» на базі СУ «Лев-114» (МР-114 від комплексу АК-100). За деякими даними, на есмінцях проєкту 956 використовується СУ «Лев-214» (МР-104). До складу системи входять РЛС супроводу цілі, ТВ-візир, лазерний далекомір ДВУ-2 (далекомірно-візирний пристрій, розроблено ЦНІІАГ та ПО «ЛОМО» з використанням системи автономної непрямої стабілізації лазерного променя в 1977 році), балістичний обчислювач, апаратура селекції перешкодозахисту. СУ стрільбою забезпечує отримання цілевказівки від загальнокорабельних засобів виявлення, вимірювання параметрів руху цілей, вироблення кутів наведення гармат, коригування стрільби по сплеску, автоматичне стеження за снарядом.
- РЛС МР-184 — дводіапазонна РЛС супроводу цілей, одночасно супроводжує 2 цілі;
- дальність інструментальна — 75 км;
- дальність супроводу цілей — 40 км;
- маса системи — 8 т.

## Тактико-технічні характеристики
- Калібр, мм: 130
- Довжина ствола, мм/клб: 9100/70
- Довжина відкату — 520—624 мм.
- Радіус обмітання установки:
7803 мм за стволами
3050 мм по башті
- Кут ВН, град: −12 / +80
- Кут ГН, град: +200 / −200
- Максимальна швидкість наведення, град/с:
вертикальна: 25
горизонтальна: 25
- Маса, кг: 89 000
- Швидкострільність, вистр./хв.: 90 (45 пострілів на ствол)
- Маса пострілу, менше 60 кг
- Початкова швидкість снаряда, м/с: 850
- Дальність стрільби, м: 23 000
- Бойовий розрахунок, 4 чол.[1]

## Основні оператори АК-130
АУ розміщена на кораблях ВМФ Росії (проєктів 956, 1144, 1164) та ін. На есмінцях пр. 956 розміщені дві (носова та кормова) башти А-218: перед надбудовою на баку і за вертолітним ангаром. Сектор стрільби по горизонталі в межах по 100 градусів від борту, боєзапас кожної башти — по 320 снарядів. Есмінці проєктів 956 та 956Е, а також їх варіанти стали першими кораблями подібного класу, оснащеними цими установками.
На ракетних крейсерах проєктів 1164 і 1164А «Москва» було встановлено по одній установці А-218 на баку перед фальшбортом носового зрізу. Установка забезпечує горизонтальний сектор стрільби 210 градусів, має боєзапас — 340 пострілів. На крейсері «Москва» оснащена по системі модернізації приладом АСУ артилерії «Пума» (аналог наземного комплексу «Подача») для централізованого «безприцільного» наведення за цілями близькими до далекого кордону поразки.
На важких атомних крейсерах (на першому із серії 2 башти АК-100 на всіх наступних 1 башта АК-130) проєкту 1144 «Кіров» (перейменований на «Адмірал Ушаков») встановлено одну башту А-218 у кормі за огорожею кормового спостережного поста із сектором стрільби 180 градусів. Установка монтується на всіх кораблях, крім самого «Кірова», тобто трьох наступних. Боєзапас установки 440 пострілів, вона оснащена системою управління «Русь-А» від поста централізованого наведення корабельної артилерії.
Ще одним експлуатантом установки є есмінець проєкту 1155-3, перероблений з протичовнового корабля проєкту 1155 «Удалой» під проєкт 956ЕСМ-1 з установкою двох пакетів ПКРК 3М80 та однієї спареної башти А-218 у носі з боєзапасом 210 снарядів.

## Боєкомплект
Снаряди уніфіковані з установками А-217, А-218, А-222 та А-192М.
- Ф-44 — фугасний снаряд, маса снаряда 33,4 кг, маса ВР — 3,56 кг, підривник 4МРМ;
- ЗС-44 — зенітний снаряд, маса снаряда 33,4 кг, маса ВР — 3,56 кг, підривник ДВМ-60М1;
- ЗС-44Р — зенітний снаряд, маса снаряда 33,4 кг, маса ВР — 3,56 кг, підривник АР-32.

Радіус ураження цілей зенітними снарядами:
- 8 м (радіопідривник, ПКР),
- 15 м (радіопідривник, літальні апарати).

Маса патрона — 52,8 кг. Довжина патрона — 1364—1369 мм. Заряджання унітарне.

## Варіанти
- Гібрид з АК-130: російський причіпний варіант, що поєднує лафет М-46 з артилерійською частиною від АК-130, що використовує унітарні постріли. Такі гармати було помічено в липні 2024 року.[2]

## Фото

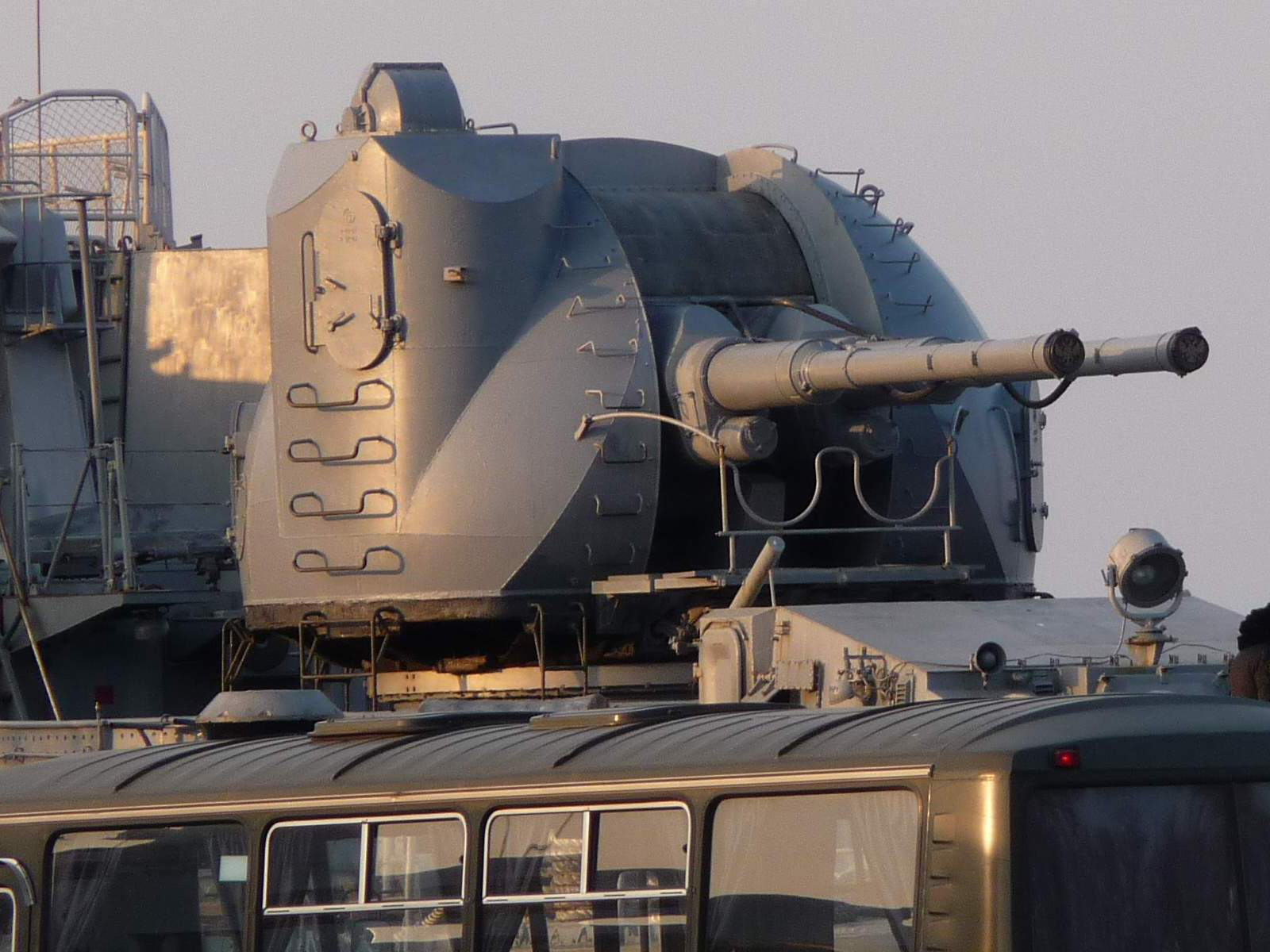
АК-130 на есмінці «Швидкий» у Владивостоці, 10 березня 2016 р.

## Кораблі, оснащені АК-130
- Ракетні крейсери проєкту 1164 «Атлант»
- Великі протичовнові кораблі проєкту 1155.1
- Крейсера проєкту 1144 «Орлан»
- Ескадрені міноносці проєкту 956 «Сарич»